# Fünf Bier und ein Kaffee
Fünf Bier und ein Kaffee (Vorspann: 5 Bier und 1 Kaffee) ist ein deutscher Spielfilm aus dem Jahr 1990, der in West-Berlin spielt. Die Kinopremiere fand am 15. März 1990 statt.

## Handlung
Fanta, Sam, Bernd, Volker und Norman sind fünf Jugendliche aus Berlin, deren Hauptbeschäftigung in Musik machen und Rumhängen besteht. Als Fanta in einer Nervenheilanstalt landet, lernt er dort Lissy kennen, eine Sängerin und Diva aus den 30er-Jahren. Als die Freunde Fanta befreien, nehmen sie die „Oma“ mit.

## Hintergrund
Rudolf Steiner drehte den Film ein Jahr vor dem Fall der Mauer mit Laiendarstellern, nur die 74-jährige Eva Lissa (Lissy), die am 28. September 1988 noch vor der Premiere starb, war eine professionelle Schauspielerin. Produziert wurde Fünf Bier und ein Kaffee von der Rudolf Steiner-Film GmbH in Zusammenarbeit mit dem ZDF.

## Kritiken
Das Lexikon des internationalen Films urteilt abwertend: „Ein dünnes ‚Szene‘-Filmchen, dessen laienhafte Darstellung nur vom Charme der alten (Profi-)Dame szenenweise aufgefangen wird. Wenig komisch: die Romantisierung von Fahrrad- und Ladendiebstählen.“ Hans-Ulrich Pönacks Rezension auf RIAS 2 fiel dagegen durchweg positiv aus. Pönack fand Steiners Berlinfilm „unangestrengt“ und „witzig“. 5 Bier + 1 Kaffee sei „ohne den Alibi-Anspruch und die Verlogenheit von Förderungsgremien platziert und deshalb voller Lust, Atmosphäre und Anarcho-Charme.“